# バラマンド我等の女宰修道院

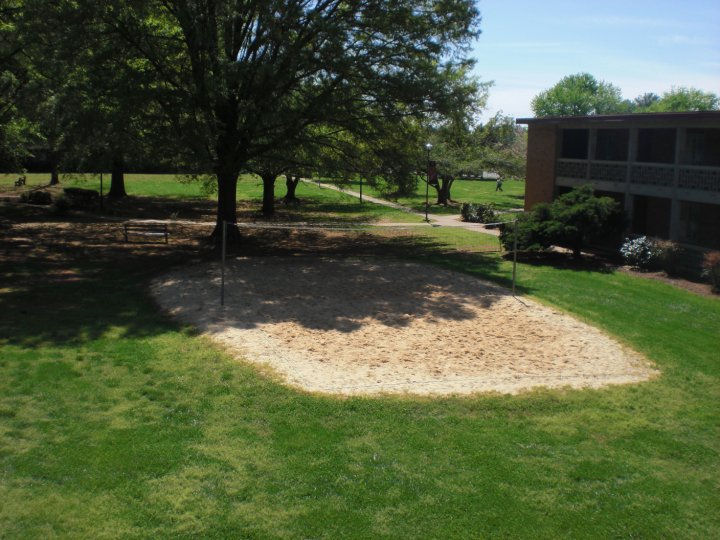
バラマンド修道院の一角（2010年春撮影）

バラマンド我等の女宰修道院（バラマンドわれらのじょさいしゅうどういん英語: Monastery of Our Lady of Balamand）は、レバノン北部のトリポリ近郊にある、正教会の修道院。アンティオキア総主教庁が管轄する。

## 地理・歴史
トリポリから8kmほど南に離れた、地中海を望む場所にある。
第2回十字軍の失敗後の1157年に、カトリック教会のシトー会の修道士らによって、東ローマ帝国の廃墟が残っていた場所に修道院が建設された。しかしカラーウーンによるトリポリ占領前に、シトー会は修道院を遺棄した。
十字軍が中東を去って300年後から、正教会の修道士がこの修道院を所有するようになった。以降、正教会の修道院として現在に至っている。
主な建築物としては、12世紀から13世紀にかけてシトー会によって建設された聖堂、大ホールなどのほか、16世紀から20世紀にかけて正教会によって追加して建設された通路、学校などがある。
2001年から2005年までの間、のちにアンティオキア総主教となるイオアン10世が修道院長を務めていた。

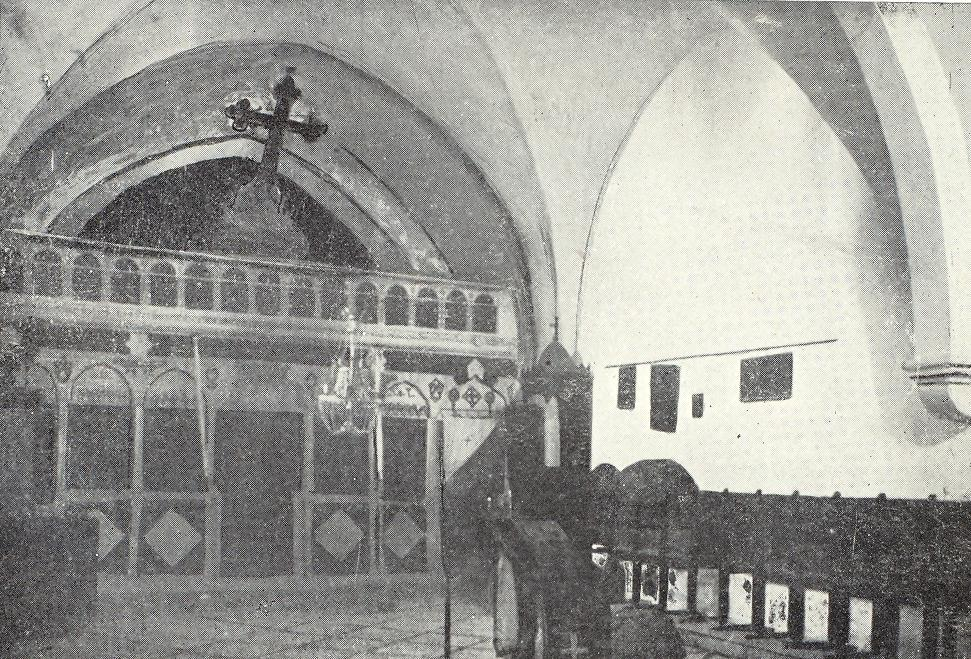
1921年撮影の聖堂内観。イコノスタシスがある。
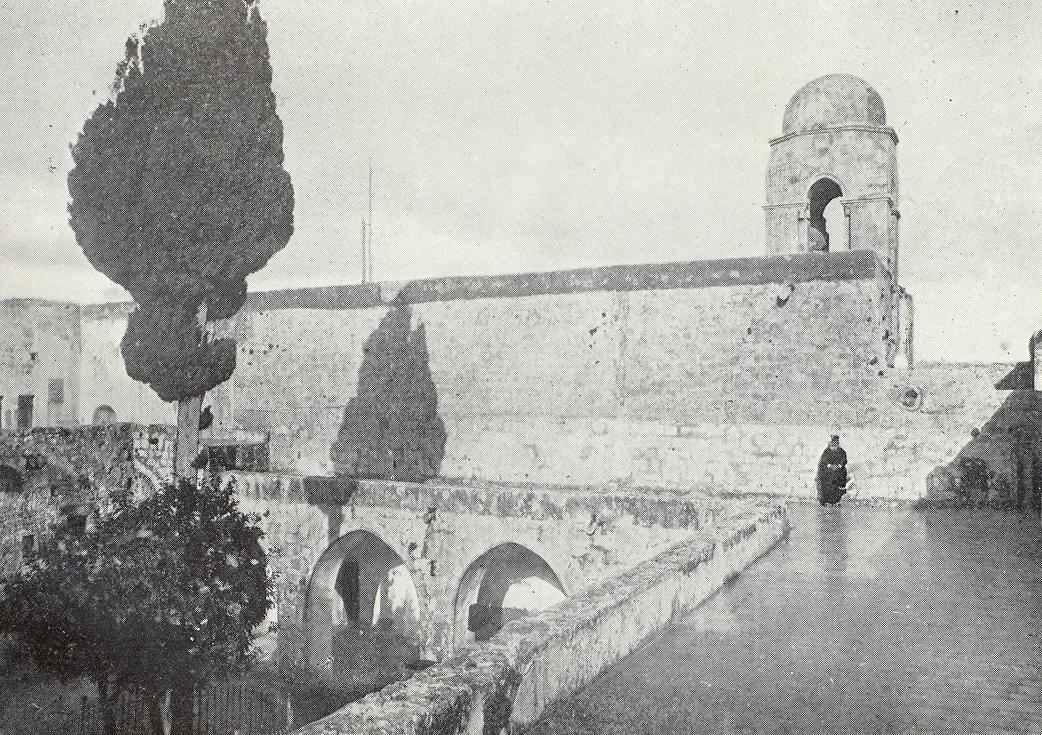
1921年撮影
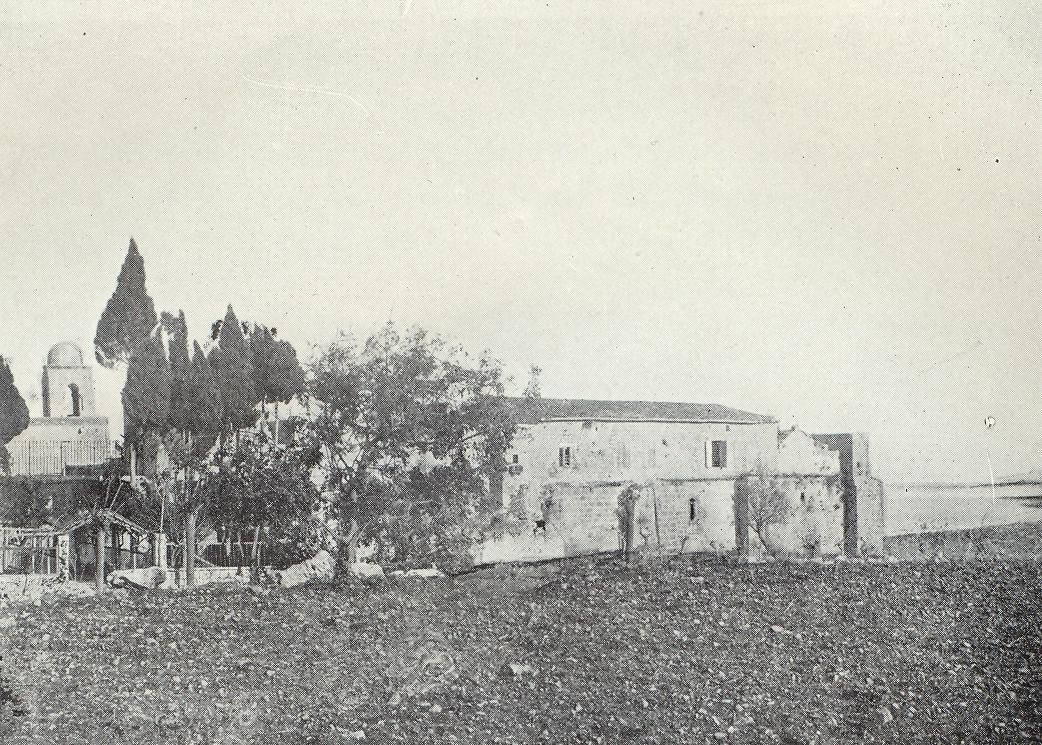
1921年撮影